# Indendørs-VM i atletik 2025
Indendørs-VM i atletik 2025 vil være den 20. udgave af verdensmesterskaberne i indendørs atletik, der skal afholdes i Nanjing's Cube i Nanjing, Kina, mellem den 21. og 23. marts 2025.
Nanjing skulle oprindeligt have været værtsby for indendørs-verdensmesterskaberne i både 2020, 2021 og igen i 2023, men blev alle gange frataget eller udskudt værtskabet grundet coronaviruspandemiens indvirkninger og reguleringer i Kina.